# واکنش فراریو–آکرمان
در شیمی آلی، واکنش فراریو-آکرمان(به انگلیسی: Ferrario-Ackermann reaction) یا به شکل ساده واکنش فراریو، یک نام واکنش است که امکان تولید فنوکسانتیئین از دی‌فنیل اتر و گوگرد در حضور کاتالیزور آلومینیم کلرید را می دهد.